# Hopetounia albida
Hopetounia albida är en fjärilsart som beskrevs av George Francis Hampson 1926. Hopetounia albida ingår i släktet Hopetounia och familjen nattflyn. Inga underarter finns listade i Catalogue of Life.